# Üstökös indigószajkó
Az üstökös indigószajkó (Cyanocorax dickeyi) a  madarak osztályának verébalakúak (Passeriformes) rendjébe és a varjúfélék (Corvidae) családjába tartozó faj.

## Rendszerezése
A fajt Robert Thomas Moore amerikai üzletember és ornitológus írta le 1835-ben.

## Előfordulása
Mexikó területén honos. Természetes élőhelyei a szubtrópusi vagy trópusi száraz erdők és hegyi esőerdők, folyók és patakok környékén. Állandó, nem vonuló faj.

## Megjelenése
Testhossza 37 centiméter, testtömege 160-185 gramm.

## Természetvédelmi helyzete
Az elterjedési területe kicsi, egyedszáma 10000-19999 példány közötti és csökken. A Természetvédelmi Világszövetség Vörös listáján mérsékelten fenyegetett fajként szerepel.